# Вадим Раце
Вадим Раце (рум. Vadim Rață, нар. 5 травня 1993, Кишинів) — молдовський футболіст, півзахисник румунського «Університатя» та національної збірної Молдови.

## Клубна кар'єра
Народився 5 травня 1993 року в Кишиневі. Вихованець футбольної школи клубу «Шериф». Дорослу футбольну кар'єру розпочав 2010 року в основній команді того ж клубу, в якій провів сім сезонів, взявши участь у 48 матчах чемпіонату. Протягом цього періоду кар'єри також встиг пограти на орендних умовах за «Тирасполь», «Зорю» (Бєльці) та «Сперанцу» (Ніспорени).
У 2016–2017 роках вже на правах повноцінного контракту грав за «Зорю» (Бєльці), а 2018 року захищав кольори «Мілсамі».
2019 року перебрався до Румунії, уклавши контракт із «Кіндією» (Тирговіште). Протягом 2021–2022 років грав за «Волунтарі», згодом провів декілька ігор за «Стяуа», після чого повернувся до «Волунтарі».

## Виступи за збірні
2010 року дебютував у складі юнацької збірної Молдови (U-17), загалом на юнацькому рівні взяв участь у 12 іграх, відзначившись 2 забитими голами.
Протягом 2013–2014 років залучався до складу молодіжної збірної Молдови. На молодіжному рівні зіграв у 24 офіційних матчах.
На початку 2015 року дебютував в офіційних матчах у складі національної збірної Молдови. Згодом залучався до її лав нерегулярно, а стбільно отримувати виклики до національної команди почав лише із 2020 року. 2023 року був обраний капітаном збірної Молдови.
| Дата       | Місто            | Господарі         | Результат               | Гості             | Турнір                               | Голи | Примітки |
| ---------- | ---------------- | ----------------- | ----------------------- | ----------------- | ------------------------------------ | ---- | -------- |
| 14-2-2015  | Аксу             | Румунія           | 2 – 1                   | Молдова           | товариський матч                     | -    | 46'      |
| 18-2-2015  | Аксу             | Молдова           | 1 – 1                   | Казахстан         | товариський матч                     | -    | 57'      |
| 9-6-2015   | Люксембург       | Люксембург        | 0 – 0                   | Молдова           | товариський матч                     | -    | 66'      |
| 26-2-2018  | Джидда           | Саудівська Аравія | 3 – 0                   | Молдова           | товариський матч                     | -    | 65'      |
| 14-11-2019 | Сен-Дені         | Франція           | 2 – 1                   | Молдова           | Відбір до ЧЄ 2020                    | 1    | 34' 81'  |
| 17-11-2019 | Кишинів          | Молдова           | 1 – 2                   | Ісландія          | Відбір до ЧЄ 2020                    | -    | 49'      |
| 9-1-2020   | Доха             | Швеція            | 1 – 0                   | Молдова           | товариський матч                     | -    | 72'      |
| 3-9-2020   | Парма            | Молдова           | 1 – 1                   | Косово            | Ліга націй УЄФА 2020-2021 - 1-й етап | -    | 81'      |
| 6-9-2020   | Любляна          | Словенія          | 1 – 0                   | Молдова           | Ліга націй УЄФА 2020-2021 - 1-й етап | -    | 27' 69'  |
| 7-10-2020  | Флоренція        | Італія            | 6 – 0                   | Молдова           | товариський матч                     | -    | 77'      |
| 11-10-2020 | Марусі           | Греція            | 2 – 0                   | Молдова           | Ліга націй УЄФА 2020-2021 - 1-й етап | -    | 66'      |
| 14-10-2020 | Кишинів          | Молдова           | 0 – 4                   | Словенія          | Ліга націй УЄФА 2020-2021 - 1-й етап | -    |          |
| 12-11-2020 | Кишинів          | Молдова           | 0 – 0                   | Росія             | товариський матч                     | -    | 37'      |
| 15-11-2020 | Кишинів          | Молдова           | 0 – 2                   | Греція            | Ліга націй УЄФА 2020-2021 - 1-й етап | -    | 62'      |
| 18-11-2020 | Приштина         | Косово            | 1 – 0                   | Молдова           | Ліга націй УЄФА 2020-2021 - 1-й етап | -    | 38'      |
| 25-3-2021  | Кишинів          | Молдова           | 1 – 1                   | Фарерські острови | Відбір до ЧС 2022                    | -    | 35' 86'  |
| 28-3-2021  | Гернінг          | Данія             | 8 – 0                   | Молдова           | Відбір до ЧС 2022                    | -    |          |
| 31-3-2021  | Кишинів          | Молдова           | 1 – 4                   | Ізраїль           | Відбір до ЧС 2022                    | -    | 3' 62'   |
| 3-6-2021   | Падерборн        | Туреччина         | 2 – 0                   | Молдова           | товариський матч                     | -    |          |
| 6-6-2021   | Кишинів          | Молдова           | 1 – 0                   | Азербайджан       | товариський матч                     | -    | 59'      |
| 4-9-2021   | Глазго           | Шотландія         | 1 – 0                   | Молдова           | Відбір до ЧС 2022                    | -    |          |
| 7-9-2021   | Торсгавн         | Фарерські острови | 2 – 1                   | Молдова           | Відбір до ЧС 2022                    | -    |          |
| 9-10-2021  | Кишинів          | Молдова           | 0 – 4                   | Данія             | Відбір до ЧС 2022                    | -    |          |
| 12-10-2021 | Беер-Шева        | Ізраїль           | 2 – 1                   | Молдова           | Відбір до ЧС 2022                    | -    | 90'      |
| 12-11-2021 | Кишинів          | Молдова           | 0 – 2                   | Шотландія         | Відбір до ЧС 2022                    | -    | 77'      |
| 24-3-2022  | Кишинів          | Молдова           | 1 – 2                   | Казахстан         | Ліга націй УЄФА 2020-2021 - Плей-аут | -    |          |
| 29-3-2022  | Астана           | Казахстан         | 0 – 1 д.ч. (5 – 4 п.п.) | Молдова           | Ліга націй УЄФА 2020-2021 - Плей-аут | -    | 27'      |
| 3-6-2022   | Вадуц            | Ліхтенштейн       | 0 – 2                   | Молдова           | Ліга націй УЄФА 2022-2023 - 1-й етап | -    |          |
| 6-6-2022   | Андорра-ла-Велья | Андорра           | 0 – 0                   | Молдова           | Ліга націй УЄФА 2022-2023 - 1-й етап | -    | 83'      |
| 10-6-2022  | Кишинів          | Молдова           | 2 – 4                   | Латвія            | Ліга націй УЄФА 2022-2023 - 1-й етап | -    |          |
| 14-6-2022  | Кишинів          | Молдова           | 2 – 1                   | Андорра           | Ліга націй УЄФА 2022-2023 - 1-й етап | -    | 79'      |
| 25-9-2022  | Кишинів          | Молдова           | 2 – 0                   | Ліхтенштейн       | Ліга націй УЄФА 2022-2023 - 1-й етап | -    |          |
| 16-11-2022 | Кишинів          | Молдова           | 1 – 2                   | Азербайджан       | товариський матч                     | -    | 29' 84'  |
| 20-11-2022 | Кишинів          | Молдова           | 0 – 5                   | Румунія           | товариський матч                     | -    |          |
| 24-3-2023  | Кишинів          | Молдова           | 1 – 1                   | Фарерські острови | Відбір до ЧЄ 2024                    | -    | кап.     |
| 27-3-2023  | Кишинів          | Молдова           | 0 – 0                   | Чехія             | Відбір до ЧЄ 2024                    | -    | кап.     |
| 17-6-2023  | Тирана           | Албанія           | 2 – 0                   | Молдова           | Відбір до ЧЄ 2024                    | -    | кап.     |
| 7-9-2023   | Лінц             | Австрія           | 1 – 1                   | Молдова           | товариський матч                     | -    | кап. 73' |
| 10-9-2023  | Торсгавн         | Фарерські острови | 0 – 1                   | Молдова           | Відбір до ЧЄ 2024                    | 1    | кап. 77' |
| 12-10-2023 | Стокгольм        | Швеція            | 3 – 1                   | Молдова           | товариський матч                     | -    | кап. 57' |
| 15-10-2023 | Варшава          | Польща            | 1 – 1                   | Молдова           | Відбір до ЧЄ 2024                    | -    | кап. 79' |
| 17-11-2023 | Кишинів          | Молдова           | 1 – 1                   | Албанія           | Відбір до ЧЄ 2024                    | -    | кап. 11' |
| 20-11-2023 | Оломоуць         | Чехія             | 3 – 0                   | Молдова           | Відбір до ЧЄ 2024                    | -    | кап. 78' |
| Усього     |                  | Матчів            | 43                      |                   | Голів                                | 2    |          |